# Abroscelis
Abroscelis is een geslacht van kevers uit de familie Carabidae, de loopkevers.

## Soorten
- Abroscelis anchoralis Chevrolat, 1845
- Abroscelis longipes Fabricius, 1798
- Abroscelis maino MacLeay, 1876
- Abroscelis mucronata Jordan, 1894
- Abroscelis psammodroma Chevrolat, 1845
- Abroscelis tenuipes Dejean, 1826